# Desembarco en el Callao (1857)
El desembarco en el Callao o el ataque al Callao de 1857, fue un episodio de la guerra civil peruana de 1856-1858, en el que las fuerzas rebeldes o vivanquistas desembarcaron en las costas del Callao con la intención de tomar dicho puerto. El ataque se inició en la noche del 21 de abril de 1857. Después de una tenaz lucha, librada el 22 de abril, los rebeldes fueron rechazados por las fuerzas gobiernistas o castillistas que contaron con el apoyo de las milicias locales. Debido a ello, el gobierno confirió al Callao el título de Provincia Constitucional, por haber defendido precisamente el orden constitucional. 

## Antecedentes
El 31 de octubre de 1856 el general Manuel Ignacio de Vivanco, líder de los conservadores, encabezó el levantamiento de Arequipa contra el gobierno provisorio de Ramón Castilla. El motivo del alzamiento fue el rechazo de los conservadores hacia las reformas liberales que venía implementando el gobierno de Castilla, que estaba asesorado por los ideólogos de esa tendencia. La rebelión se extendió hacia Moquegua. Los marinos de la escuadra, entre quienes estaban Lizardo Montero y Miguel Grau, se sumaron a la sublevación, con la fragata Apurímac, la goleta Loa, el transporte Tumbes y otros buques menores, de modo que Castilla se quedó con su escuadra muy mermada. Vivanco, que tenía bajo su control Arequipa y varias provincias del Sur, organizó una expedición al Norte, con el propósito de alzar a la población a su favor, pero no logró su objetivo. Entonces decidió atacar el puerto del Callao. Ya desde meses antes, la marina rebelde había empezado el bloqueo del Callao, desde el 31 de diciembre de 1856, pero las defensas costeras habían resistido.

## El ataque
Desde la costa norte, Vivanco se dirigió al Sur a bordo de la fragata Apurímac y acompañado del recién capturado transporte Huaraz. Esta vez, su propósito era tomar el Callao, el principal puerto de la República, pues pensaba que Castilla había trasladado al Norte todo su ejército y que el Callao se hallaba desprotegido. Se presentó ante el puerto en la noche del 20 de abril de 1857. Posiblemente hubiera logrado su objetivo de haber desembarcado con sus fuerzas esa misma noche. Pero no lo hizo en ese momento, ni al día siguiente. Lo que dio tiempo a los defensores del puerto a activar la defensa.
El Callao estaba al mando del general José María Plaza y contaba con el apoyo de escasas fuerzas militares, así como de la columna Constitución, integrada por milicianos, es decir, civiles rápidamente organizados para la defensa. Desde Lima llegó en su apoyo el general Manuel Diez Canseco, al mando de una columna de oficiales excedentes.
En la noche del martes 21 de abril, el Apurímac y el Huaraz se acercaron a la desembocadura del río Rímac y en la madrugada empezó el desembarco de las tropas, por el lado de Bocanegra. Estas estaban al mando del general Antonio Vigil y eran secundados por los coroneles Manuel Vargas Machuca y Manuel Lopera. Mientras que Vivanco y veinticinco de sus hombres se quedaron a bordo del Apurímac.
Las tropas rebeldes avanzaron sin ser sentidas, hasta que llegaron a la población, y fue entonces cuando se dio la voz de alarma, iniciándose el combate cerca de las cinco de la mañana. Uno de los primeros en morir fue el general Plaza, que recibió un disparo cuando se hallaba a caballo en la plaza del Castillo o Fortaleza del Real Felipe, tras ser alertado del avance de los rebeldes. El general Manuel Diez Canseco tomó entonces el mando de las fuerzas del Gobierno.
El combate duró varias horas hasta que se acabaron las municiones, por lo que pasaron a usar la bayoneta en un enfrentamiento cuerpo a cuerpo y calle por calle. En el bando rebelde, murió el coronel Lopera y quedaron heridos de las piernas Vigil y Vargas Machuca, entre otras numerosas bajas. Según el deán Juan Gualberto Valdivia, la gran mayoría de los caídos eran jóvenes arequipeños.

## Resultado
El resultado del ataque al Callao fue una completa derrota para los vivanquistas. A las once de la mañana del 22 de abril se contaban 70 rebeldes muertos, 399 prisioneros y 23 heridos.[cita requerida] Esa cantidad crecida de prisioneros se debió a que, al tratar estos de embarcarse en sus buques no hallaron lanchas para hacer el trasbordo, siendo cercados y capturados  por la población, que evitaron así su fuga por tierra.
Por su parte, las fuerzas del gobierno contabilizaron 50 muertos.
Ese mismo día, 22 de abril de 1857, la Convención Nacional o Congreso Constituyente le confirió al Callao el título de Provincia Constitucional porque sus habitantes habían rechazado a las fuerzas rebeldes en defensa de la Constitución.
El 26 de abril abandonaron el Callao los buques rebeldes Apurímac y el Huaraz, con Vivanco a bordo, y tomaron rumbo al sur, hacia Islay. De allí, Vivanco y su gente pasaron a Arequipa, que se convirtió en su último bastión para resistir.